# Campeonato Paraibano de Futebol de 2001 - Segunda Divisão
O Campeonato Paraibano de Futebol de 2001 - Segunda Divisão foi a 19 ª edição da segunda divisão do Campeonato Paraibano de Futebol. Aconteceu entre os dias 15 de Novembro e 16 de Dezembro e o Miramar Esporte Clube foi campeão e conquistou uma vaga para a primeira divisão do ano seguinte

## Participantes
Cinco clubes participaram do Campeonato estadual de futebol Segunda Divisão de 2001, foram eles:
- América Futebol Clube de Caaporã
- Associação Desportiva Perilima
- Miramar Esporte Clube
- Santos Futebol Clube
- Sociedade Cultural Recreativa de Monteiro

## Resultados

### Primeira Fase
Os cinco clubes foram divididos em dois grupos, um com três times agrupando clubes do litoral e Campina Grande, outro com times do Sertão, os clubes jogariam entre si e o melhor de cada grupo avançava à fase seguinte
| 15 de novembro | América | 1 – 1 | Santos |  |
|                |         |       |        |  |

| 18 de novembro | Miramar | 3 – 1 | América |  |
|                |         |       |         |  |

| 22 de novembro | Santos | 0 – 0 | Miramar |  |
|                |        |       |         |  |

| 24 de novembro | Santos | 0 – 5 | América |  |
|                |        |       |         |  |

| 28 de novembro | América | 0 – 1 | Miramar |  |
|                |         |       |         |  |

| 02 de dezembro | Miramar | 2 – 1 | Santos |  |
|                |         |       |        |  |

| 28 de novembro | Perilima | 6 – 1 | SOCREMO |  |
|                |          |       |         |  |

| 02 de dezembro | SOCREMO | 2 – 1 | Perilima |  |
|                |         |       |          |  |

### Classificação
| Pos. | Time                  | Pts | J | V | E | D | GF | GC | SG |
| ---- | --------------------- | --- | - | - | - | - | -- | -- | -- |
| 1º   | Miramar Esporte Clube | 10  | 4 | 3 | 1 | 0 | 6  | 2  | +4 |
| 2º   | América de Caaporã    | 4   | 4 | 1 | 1 | 2 | 7  | 6  | +1 |
| 3º   | Santos Futebol Clube  | 2   | 4 | 0 | 2 | 2 | 2  | 8  | -6 |

|  |                                   |
|  | Classificado para a fase seguinte |

| Pos. | Time     | Pts | J | V | E | D | GF | GC | SG |
| ---- | -------- | --- | - | - | - | - | -- | -- | -- |
| 1º   | Perilima | 3   | 2 | 1 | 0 | 1 | 7  | 3  | +4 |
| 2º   | SOCREMO  | 3   | 2 | 1 | 0 | 1 | 3  | 7  | -4 |

### Segunda Fase
| 9 de dezembro | Miramar | 4 – 2 | Perilima |  |
|               |         |       |          |  |

| 16 de dezembro | Perilima | 1 – 1 | Miramar |  |
|                |          |       |         |  |

| Pos. | Time                  | Pts | J | V | E | D | GF | GC | SG |
| ---- | --------------------- | --- | - | - | - | - | -- | -- | -- |
| 1º   | Miramar Esporte Clube | 4   | 2 | 1 | 1 | 0 | 5  | 3  | +2 |
| 2º   | Perilima              | 1   | 2 | 0 | 1 | 1 | 3  | 5  | -2 |

|  |                                                         |
|  | Campeão e classificado para a primeira divisão de 2002. |

| Campeão Paraibano de 2001 - Segunda Divisão |
| ------------------------------------------- |
| Miramar Esporte Clube (1º título)           |